# Leptaulax schoedli
Leptaulax schoedli es una especie de coleóptero de la familia Passalidae.

## Distribución geográfica
Habita en Sumatra  (Indonesia).